# Michelle Bauer
Michelle Bauer (Montebello, 1º ottobre 1958) è un'attrice statunitense.
È una delle più note scream queen americane assieme a Linnea Quigley e Brinke Stevens, di cui sono grandi amiche, avendo recitato assieme in numerose pellicole.
Michelle ha iniziato la sua carriera dapprima come attrice di produzioni hardcore con il nome di Pia Snow, fino a una audizione del regista di B-movie Fred Olen Ray che le offrì un ruolo nel film horror La tomba (1986). Da allora la Bauer ha interpretato decine di pellicole horror, ma anche softcore e commedie demenziali, diventando una stella del settore. Tra questi sono da ricordare Hollywood Chainsaw Hookers, Nightmare Sisters, Sorority Babes in the Slimeball Bowl-O-Rama, Dr. Alien - Dallo spazio per amore, Evil Toons - Non entrate in quella casa....
Ha inoltre posato nuda per la rivista Penthouse nel 1981.
Ufficialmente la Bauer ha abbandonato il cinema, ma ogni tanto appare in film horror e commedie sexy dirette dai registi Fred Olen Ray e David DeCoteau.